# Églises en bois du Maramureș
Les églises en bois du Maramureș en Transylvanie septentrionale, dans le județ de Maramureș sont un ensemble classé de huit hautes bâtisses de différentes périodes et localisations, aux solutions architecturales audacieuses. Ce sont d'étroites constructions de bois présentant à leur extrémité occidentale un clocher muni d'une simandre, parfois d'une cloche ou d'une horloge. Elles ont été construites ou reconstruites entre le XVIe et le XIXe siècle.

## Situation géographique
Ces églises classées se situent dans le Județ de Maramureș, dans la région de la Transylvanie, en Roumanie. Elles sont l'expression locale de la civilisation montagnarde valaque des Carpates. Elles existaient, sous les mêmes noms et consécrations, bien avant la construction des bâtisses actuelles, mais le bois étant une matière périssable, chaque église était reconstruite en moyenne tous les quatre ou cinq siècles. Certaines ont des fondations en pierre. 
- L'église de la Présentation à la Vierge au Temple, 1720, Bârsana
- L'église Saint-Nicolas, 1643, Budești (Maramureș)
- L'église de sainte Parascève, 1770, Desești
- L'église de la Nativité et de la Vierge, XVIIIe siècle, Ieud
- L'église des saints Archanges, 1796, Plopiș
- L'église de sainte Parascève, 1604, Poienile Izei
- L'église des saints Archanges, 1663, Rogoz
- L'église des saints Archanges, 1721, Surdești

Ces huit églises sont inscrites au patrimoine mondial de l'UNESCO depuis 1999, mais il en existe bien d'autres de la même facture, comme celle du plus ancien centre monastique maramuréchois, celui de Săpânța-Peri, stavropégie reconnue en 1381 par Néilos Kérameus, patriarche de Constantinople, et dont l'exarchat s'étendait jadis sur les régions voisines du Bereg, de Satu Mare, Sălaj, Ciceu et Bistrița. On estime le nombre total des églises en bois du Maramureș à une quarantaine, et au moins autant se trouvent dans la partie nord de l'ancienne Marmatie, en Ruthénie, dans ce qui est aujourd'hui l’Ukraine subcarpatique. De telles églises en bois, matériau localement abondant, sont en fait typiques de la chaîne des Carpates non seulement en Roumanie mais aussi en Slovaquie, Pologne et Ukraine, et ont également été inscrites, mais en ordre dispersé, au patrimoine mondial de l'UNESCO, en 2003 en Pologne, en 2008 en Slovaquie et en 2013 en Ukraine et Pologne orientale.

## Liste des églises
Le tableau suivant recense les huit églises formant le bien inscrit au patrimoine mondial.
| Id.     | Église                                           | Commune       | Coordonnées                  | Illus. |
| ------- | ------------------------------------------------ | ------------- | ---------------------------- | ------ |
| 904-001 | Église de la Présentation-de-la-Vierge-au-Temple | Bârsana       | 47° 49′ 14″ N, 24° 03′ 14″ E |        |
| 904-002 | Église Saint-Nicolas                             | Budești       | 47° 43′ 25″ N, 23° 56′ 49″ E |        |
| 904-003 | Église de Sainte-Parascève (ro)                  | Desești       | 47° 46′ 27″ N, 23° 51′ 18″ E |        |
| 904-004 | Église de la Nativité-de-la-Vierge (ro)          | Ieud          | 47° 40′ 35″ N, 24° 14′ 11″ E |        |
| 904-005 | Église des Saints-Archanges (ro)                 | Șișești       | 47° 35′ 30″ N, 23° 46′ 15″ E |        |
| 904-006 | Église de Sainte-Parascève (ro)                  | Poienile Izei | 47° 41′ 56″ N, 24° 06′ 48″ E |        |
| 904-007 | Église des Saints-Archanges (ro)                 | Târgu Lăpuș   | 47° 28′ 09″ N, 23° 55′ 37″ E |        |
| 904-008 | Église des Saints-Archanges (ro)                 | Șișești       | 47° 35′ 49″ N, 23° 45′ 52″ E |        |